# Vega de Valcarce
Vega de Valcarce (en gallec: A Veiga de Valcarce) és un municipi de la província de Lleó a la comunitat autònoma de Castella i Lleó. Forma part de la comarca d'El Bierzo.
Té una superfície de 69,31 km² amb una població de 865 habitants i una densitat de 10,84 hab/km². És un dels municipis lleonesos en els quals es parla gallec.

## Demografia
| 1991 | 1996 | 2001 | 2004 |
| ---- | ---- | ---- | ---- |
| 1192 | 998  | 844  | 805  |

## Pedanies[4]
Inclou les pedanies de:
- A Veiga de Valcarce
- Vilasinde
- Moñón
- Ambasmestas
- A Portela
- Soutogaioso
- Ruitelán
- Ferrerías de Valcarce
- Samprón
- Ransinde
- A Braña
- San Xulián (Bierzo)
- Lindoso
- As Lamas
- Outeiro
- Satiso
- O Castro
- Lavallós
- Barxelas
- San Pedro Nogal
- A Treita
- A Faba
- A Lagoa

## Altres dades d'interés
Vega de Valcarce disposa de serveis mèdics, farmacèutics, escolars, esportius, socials i funeraris. Existeixen serveis d'hostaleria, alimentació i allotjament; així com carnisseria, pescateria i forn. Està enclavada en el Camí de Sant Jaume. Antany, des del Castell d'Autares es cobrava el Portazgo. El Castillo de Sarracín, que fou Templari, va suportar l'atac dels Irmandiños. Entre les seues parets va pernoctar Carles I, quan anava a coronar-se a Alemanya. Vega de Valcarce compta amb dos albergs de peregrins.